# کلاودیو فراگاسو
کلاودیو فراگاسو (ایتالیایی: Claudio Fragasso؛ زادهٔ ۲ اکتبر ۱۹۵۱) کارگران، کارگردان تلویزیونی، فیلم‌نامه‌نویس و بازیگر اهل ایتالیا است. وی به مدت ده سال از ۱۹۸۰ تا ۱۹۹۰ همکاری نزدیکی با برونو ماتی داشت.
از فیلم‌هایی که وی در آن‌ها نقش داشته است، می‌توان به ترول ۲، ورای تاریکی، آپاچی سفید و لذت اشاره نمود.